# القصير (عمران)
القصير هي إحدى قرى الجمهورية اليمنية. وهي تتبع جغرافيًا لمحافظة عمران. وإداريًا لمديرية ريده. يبلغ تعداد سكانها 1203 نسمة حسب الإحصاء الذي جرى عام 2004.